# ساکی (گمینا کلشچله)
ساکی (به لهستانی:  Saki) یک روستا در لهستان است که در گمینا کلشچله واقع شده‌است.